# Orimarga acroleuca
Orimarga acroleuca är en tvåvingeart som beskrevs av Alexander 1964. Orimarga acroleuca ingår i släktet Orimarga och familjen småharkrankar.
Artens utbredningsområde är Jamaica. Inga underarter finns listade i Catalogue of Life.